# 夏连特拉王国
夏连特拉王国（752年？—832年，虽然有争议不过学界更青睐于他是一个爪哇土生王国。中国记载国名为「山帝」，信奉印度教和金刚乘佛教。并修建千佛坛，即婆羅浮屠，此前是婆羅門寺塔，後改為大乘佛教式樣。8世紀末，發兵征服真臘國，囚禁真臘王子阇耶跋摩二世於爪哇。802年，阇耶跋摩二世自稱轉輪王，擊敗山帝。
参与中国、印度间的香料贸易，但水稻种植为主要经济部门。